# Vincenzo Italiano
Vincenzo Italiano (Karlsruhe, 10 dicembre 1977) è un allenatore di calcio ed ex calciatore italiano, di ruolo centrocampista, tecnico del Bologna.
Ha vestito le maglie di Ribera, Partinicaudace, Trapani, Verona, Genoa, Chievo, Padova, Perugia e Lumezzane; del Verona e del Padova è stato anche capitano. Nel corso della sua carriera agonistica ha vinto due campionati italiani di Serie B nel 1998-1999 con il Verona e nel 2007-2008 con il Chievo e una Coppa Italia con il Bologna nel 2025 da allenatore.

## Biografia
Nato a Karlsruhe, in Germania, dove i suoi genitori erano andati a raggiungere i nonni, che erano emigrati in quel paese per lavoro, Italiano è di origini siciliane e, all'età di sei mesi, ritorna con la famiglia a Ribera, dove trascorre la sua gioventù.
È sposato con Raffaella, da cui ha avuto due figli, nel 2002 e nel 2007.

## Caratteristiche tecniche

### Giocatore
È stato un centrocampista che prediligeva giocare come regista basso davanti alla difesa; dotato di calcio lungo e preciso, si ispirava a Demetrio Albertini e Andrea Pirlo.
La capacità di dettare il giusto ritmo, la visione di gioco, il tiro dalla distanza e i gol da fuori area erano le sue caratteristiche peculiari, con buone doti anche di dinamismo e nei contrasti. La caratteristica che più sorprende è la precocità. Infatti ha debuttato in serie D a 15 anni, in C1 a 16 e in A a 19 appena compiuti.
Carlo Sabatini, che ha allenato Italiano a Padova, lo ha definito «il regista perfetto».
È stato anche un ottimo rigorista, calciandone peraltro alcuni senza rincorsa.

### Allenatore
Gioca con il 4-3-3, utilizza spesso anche il 4-2-3-1, prediligendo un calcio offensivo, oltre che il turnover. La sua squadra difende alta, con marcature a uomo aggressive e in fase di non possesso effettua pressing sul primo controllo, mentre in fase offensiva è importante il lavoro degli esterni, sia terzini sia ali, e anche quello dei centrocampisti in fase d'inserimento. Il centravanti invece funge da regista offensivo venendo incontro al pallone.

## Carriera

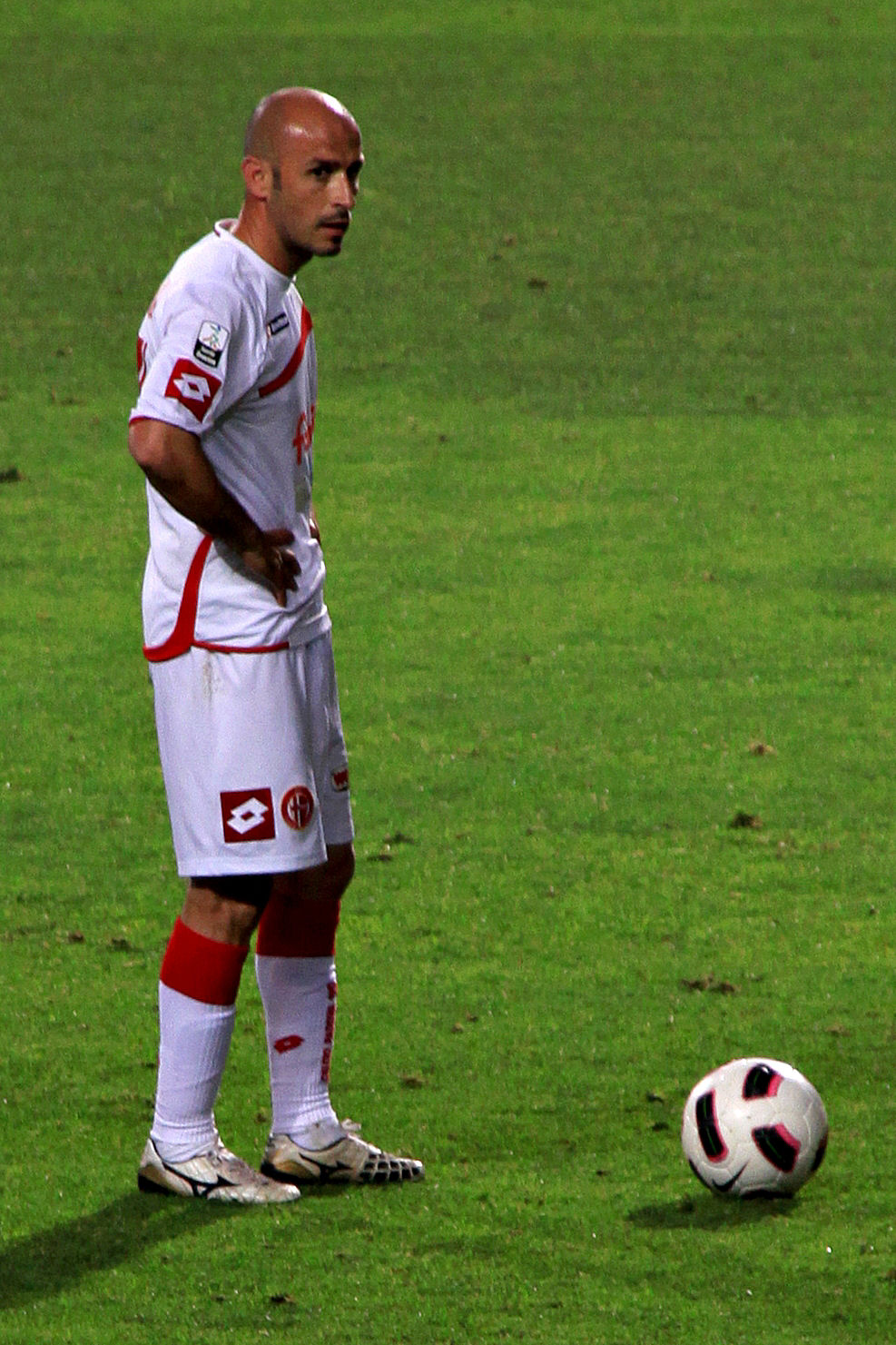
Italiano al Padova nel 2011

### Giocatore

#### Gli inizi
Italiano inizia a giocare al calcio a Ribera, nelle giovanili della locale squadra di calcio. A 13 anni viene scartato ad un provino con il Torino, in quanto ritenuto fisicamente inidoneo dal responsabile del settore giovanile granata. A 15 anni fa il suo esordio nel CND a Partinico, dove raccoglie 6 presenze stagionali.
Passato nel 1994 al Trapani, dopo alcune presenze in Serie C1 (sette in due anni), viene selezionato da Roberto Boninsegna per la Nazionale giovanile di categoria ed attira l'attenzione di Rino Foschi, che lo porta al Verona.

#### Verona, la parentesi Genoa
Il 2 febbraio 1997, l'allenatore del Verona Luigi Cagni lo fa esordire in Serie A, diciannovenne, in Bologna-Verona (6-1); Italiano chiude la prima annata al Verona con 4 presenze. I gialloblù terminano la stagione al penultimo posto e retrocedono in Serie B, categoria in cui ottiene 12 presenze e 1 gol nella stagione 1997-1998; nel 1998-1999 è titolare nella formazione allenata da Cesare Prandelli, che vincerà il campionato cadetto, contribuendo contestualmente alla promozione con 4 realizzazioni e vari assist.
Nell'annata del ritorno in Serie A, in cui colleziona 12 presenze, subisce un infortunio ai legamenti del ginocchio che condizionerà anche quella successiva (25 presenze totali e 2 reti). Il 5 novembre 2000, in Verona-Inter, segna il suo primo gol in Serie A, battendo il portiere Sébastien Frey con un tiro rasoterra da 25 metri: per la gioia va esultare sotto la curva, ricevendo una seconda ammonizione e venendo espulso. Questo episodio ha aperto un dibattito sulla stampa e all'interno della FIGC, con l'obiettivo di una modifica delle regole del gioco del calcio, in merito a episodi di esultanza puniti dai direttori di gara. La stagione si conclude con la permanenza in Serie A, conquistata nello spareggio salvezza con la Reggina.
Nella stagione 2001-2002, dopo essersi ritrovato in gennaio in zona UEFA della classifica, la squadra retrocede in Serie B, dopo la sconfitta di Piacenza e Italiano chiude l'annata con 29 presenze e una rete. Nella stagione 2002-2003 ad Italiano viene assegnata la fascia di capitano del Verona allenato da Alberto Malesani, con il quale gioca 35 partite, segnando 6 marcature. Nella stagione 2003-2004, con 38 presenze e 3 gol, è risultato un elemento importante e continuo per il centrocampo del Verona. All'inizio della stagione 2004-2005, instaura un difficile rapporto con il tecnico Massimo Ficcadenti per incomprensioni tattiche e viene messo fuori rosa per motivi economici, ma, dopo che l'Hellas perde le prime tre partite della stagione, viene reintegrato riducendosi lo stipendio e il suo ritorno cambia la squadra: viene schierato come centrocampista d'assalto e sigla 4 reti, di cui 3 da fuori area, avvicinandosi alla zona play-off della classifica.
A gennaio il presidente Giambattista Pastorello lo cede in compartecipazione alla capolista Genoa per 750.000 euro. Esordisce con i grifoni in Genoa-Torino (0-0), ma a Genova ha difficoltà di ambientamento e di innesto nei meccanismi tattici di Serse Cosmi e finisce spesso in panchina, collezionando a fine stagione 9 presenze. Il Genoa termina la stagione al primo posto in classifica, ma viene retrocesso in Serie C1 per illecito sportivo.
Nel 2005-2006 viene riscattato dal Verona e nel marzo 2006, a 28 anni, con 235 presenze, entra nella classifica dei primi 10 giocatori più presenti con la maglia gialloblu. Conclude la stagione con 37 presenze e 4 reti, una delle quali, segnata in casa contro il Bari nella penultima giornata, permette di conquistare la matematica salvezza. Nella stagione 2006-2007 parte titolare, per poi successivamente perdere il posto in squadra, raccogliere 17 presenze fra campionato e Coppa Italia e chiudere, dopo undici stagioni complessive, la sua esperienza con il Verona.
Con 260 presenze totali è il sesto giocatore di sempre, in termini di presenze, con la maglia gialloblù.

#### Chievo
Nel gennaio del 2007, durante il mercato invernale, si trasferisce ai concittadini del Chievo, ritornando a giocare in Serie A. Esordisce in maglia clivense nella vittoriosa gara interna contro il Catania (2-1); in campionato gioca 17 partite, terminando la stagione con la retrocessione.
Nell'annata 2007-2008, dopo un inizio difficile, con 34 presenze e 6 marcature conquista il ritorno in Serie A del Chievo, matematicamente arrivato alla penultima giornata, visti i quattro punti di vantaggio sulla terza classificata da quando vi sono i tre punti in palio per vittoria, contribuendo inoltre, all'ultima giornata, al trionfo in Serie B tramite il primo posto finale in classifica per la prima volta nella storia dei gialloblù (e seconda volta personale per Italiano). Durante la stagione 2008-2009, dopo aver disputato 21 partite di campionato e segnato 3 reti, tutte da fuori area, arriva la salvezza, nuovamente alla penultima giornata, contro il Bologna.

#### Padova
Il 20 luglio 2009 si trasferisce al Padova, firmando un contratto triennale. Dopo aver esordito alla prima giornata in Padova-Modena (1-0), l'11 ottobre, contro il Mantova, segna il suo primo gol con la maglia biancoscudata. Alla fine del primo anno ottiene la salvezza in Serie B, dopo i play-out vinti contro la Triestina, chiudendo la stagione con 34 presenze e 5 realizzazioni.
Nel secondo anno al Padova, Italiano diventa capitano della squadra, ma la prima metà di stagione è costellata da infortuni: ad inizio anno subisce una frattura di una costola e l'incrinatura di un'altra, a dicembre una distorsione alla caviglia e a gennaio uno stiramento alla coscia destra. Nei minuti di recupero della penultima giornata di campionato trasforma il calcio di rigore decisivo che consente al Padova, di mister Alessandro Dal Canto, di battere il Livorno per 3-2 e di accedere alla zona play-off. Nell'andata della semifinale play-off segna il rigore con cui il Padova batte il Varese e grazie al 3-3 del ritorno accede in finale, dove perde e viene eliminato dal Novara. La stagione di Italiano si chiude con un totale di 32 presenze e 3 marcature, tutte su rigore.
Per Italiano l'annata 2011-2012 parte sottotono, in scadenza di contratto con il Padova: il tecnico Dal Canto lo alterna con Omar Milanetto, facendogli perdere il posto da titolare. Nelle occasioni in cui parte dall'inizio continua a portare la fascia da capitano. Il Padova chiude la stagione appena sotto la zona play-off e Italiano raccoglie 23 presenze e 3 reti.
A fine stagione rimane svincolato, anche se il presidente biancoscudato, Marcello Cestaro, afferma che nel caso in cui Italiano, nel frattempo rimasto invischiato in una vicenda di calcioscommesse, fosse stato assolto dalle accuse, sarebbe potuto rimanere nei quadri della società.

#### Perugia, Lumezzane e ritiro
Il 19 febbraio 2013 si aggrega in prova alla rosa del Perugia, nel girone B di Lega Pro Prima Divisione, al fine di permettere alla società di valutarne un eventuale tesseramento, conseguente alla fine della squalifica per la vicenda del calcioscommesse: due giorni dopo Italiano trova l'accordo col club perugino.
Dopo essere andato in panchina in tutte le partite dalla fine della squalifica, il 5 maggio 2013, subentrando nel secondo tempo della 29ª giornata di campionato, fa il suo esordio contro il Prato nella partita che finisce 3-0; nell'incontro successivo contro la Paganese fa il suo esordio dal primo minuto. Nell'ultima partita della stagione, nella gara di ritorno dei play-off contro il Pisa, indossa la fascia di capitano. Chiude lo scorcio di stagione con 3 presenze e nessuna rete.
Il 30 giugno 2013 rimane svincolato e il 22 luglio successivo va in ritiro con i calciatori svincolati a Coverciano, sotto l'egida dell'Associazione Italiana Calciatori. Nell'agosto 2013 si allena con il Sydney FC, squadra australiana.
Il 12 novembre raggiunge un accordo biennale col Lumezzane, formazione del girone A di Lega Pro Prima Divisione. Debutta il 16 novembre nella sfida contro il Vicenza persa 1-0, entrando ad inizio del secondo tempo al posto di Mattia Maita. Chiude la stagione con 11 presenze e nessuna rete. Al termine della stagione annuncia il suo ritiro dal calcio giocato e l'intenzione di intraprendere la carriera di allenatore.

### Allenatore

#### Gli inizi
L'8 agosto 2014, dopo aver frequentato il corso per allenatori al Centro Tecnico Federale Luigi Ridolfi, diventa il nuovo vice-allenatore del Venezia di Alessandro Dal Canto. Il 20 ottobre 2014 Dal Canto ed il suo staff vengono esonerati alla nona giornata della Lega Pro 2014-2015.
Dopo l'inizio al Venezia, per un breve periodo, si occupa delle formazioni giovanili della società Sacra Famiglia, quartiere di Padova, dove collabora con altri ex calciatori tra cui Massimiliano Esposito, Fulvio Simonini e Diego Bonavina.
Nella stagione 2015-2016 allena la formazione Allievi della Luparense San Paolo, della quale la prima squadra, nel frattempo, milita in Serie D.
Nella Serie D 2016-2017 diventa il nuovo tecnico della Vigontina San Paolo, formazione della provincia di Padova, erede della Luparense San Paolo. Il 3 gennaio 2017 si dimette dalla guida del club padovano. Il 2 marzo torna alla guida della Vigontina San Paolo, al posto di Vito Antonelli, tuttavia la squadra al termine della stagione retrocede in Eccellenza.
Il 31 maggio 2017 firma per l'Arzignano Valchiampo, in Serie D. Con lui in panchina ci saranno il preparatore Alberto Griggio e l’allenatore in seconda Daniel Niccolini. La stagione, per la squadra, si conclude con un brillante terzo posto e con la vittoria dei play-off di girone, arrivata battendo il Mantova in semifinale e il Campodarsego in finale; a questo successo, però, non seguirà il ripescaggio.

#### Trapani
Il 28 luglio 2018 il Trapani ufficializza il suo ingaggio come nuovo allenatore. Era già stato un calciatore della squadra granata dal 1994 al 1996. Per l'ex giocatore, oltre a un ritorno, sarà la prima volta che allenerà un club professionistico. Debutta all'indomani battendo nuovamente la formazione dilettantistica padovana del Campodarsego, nel primo turno eliminatorio di Coppa Italia.
L'annata di esordio nei professionisti da capo allenatore si rivela un successo: il club, malgrado verrà poi eliminato nella fase successiva di coppa nazionale dal Cosenza, ha un ottimo avvio di campionato già dalle prime battute, permanendo nella vetta della classifica e contendendo, per tutto il torneo di Serie C, il primato per la promozione diretta in Serie B alla Juve Stabia, che sarà poi vincitrice. Frattanto porta i granata in semifinale di Coppa Italia Serie C (tuttora il miglior risultato raggiunto dalla società siciliana in tale competizione), dov'è estromesso dalla Viterbese Castrense, poi detentrice del trofeo. Al termine della stagione la squadra trapanese si piazza al 2º posto finale in classifica, qualificandosi così ai play-off promozione e accedendo direttamente ai quarti di finale, dove supera il Catania. Il 15 giugno 2019, nella Final Four di Serie C, ottiene la promozione nella serie cadetta battendo il Piacenza. Per Italiano si tratta della sua prima promozione da allenatore nei professionisti.

#### Spezia
Il 19 giugno 2019 annuncia la firma di un contratto biennale con lo Spezia, in Serie B. Nel frattempo partecipa al corso per allenatore professionista di Prima Categoria-UEFA Pro. Alla sua guida gli aquilotti ottengono 17 vittorie, 10 pareggi e 11 sconfitte, che permettono loro di raggiungere il miglior piazzamento di sempre in classifica in un campionato cadetto, ovvero il 3º posto, posizione che di fatto sancisce l'accesso diretto alle semifinali play-off. L'11 agosto 2020 vince per 3-1 la semifinale di ritorno contro il Chievo, ribaltando il 2-0 dell'andata e facendo raggiungere ai liguri, per la prima volta in assoluto, le finali degli spareggi. La settimana seguente lo Spezia è, storicamente, promosso in Serie A, nonostante la sconfitta interna per 0-1 contro il Frosinone, avendo vinto la gara di andata con lo stesso punteggio e beneficiando di una migliore posizione in classifica al termine della stagione regolare. L'allenatore diventa così il primo tecnico capace di riuscire a trionfare in tutti i play-off delle tre categorie nazionali del campionato italiano di calcio (per di più consecutivamente); ossia, in ordine cronologico: in quelli del proprio girone di Serie D con l'Arzignano (2017-18), in quelli di Serie C con il Trapani (2018-19) e in quelli di Serie B con i liguri (2019-20).
Il 14 settembre ottiene l'abilitazione UEFA Pro, discutendo la tesi "Passaggio calciatore-allenatore. Cosa ricordare e cosa mettere nel cassetto" e il 25 settembre prolunga il contratto con lo Spezia fino al 2022. Porta la squadra ligure alla salvezza con un turno di anticipo vincendo, il 15 maggio 2021, lo scontro diretto con il Torino per 4-1 e terminando poi il campionato al quindicesimo posto, con 39 punti. Per arrivare alla salvezza gli aquilotti hanno fatto risultati contro club di alta classifica pareggiando con l'Atalanta (0-0) e l'Inter campione d'Italia (1-1), oltre ad avere vinto in casa del Napoli (1-2) e al Picco contro il Milan (2-0).
Il 2 giugno seguente rinnova il suo contratto con i liguri sino al 2023, con un ritocco dell'ingaggio fino a circa un milione di euro, bonus compresi. Tuttavia il 30 giugno seguente risolve il proprio contratto con la società spezzina.

#### Fiorentina
Subito dopo la rescissione con il club ligure viene annunciato come nuovo tecnico della Fiorentina, firmando un contratto biennale. In campionato si piazza al settimo posto, qualificandosi ai preliminari di UEFA Europa Conference League e riportando i gigliati nelle coppe calcistiche europee dopo cinque stagioni d'assenza.
Nella seconda stagione da allenatore dei viola raggiunge sia la finale di Coppa Italia - persa contro l'Inter per 1-2 - che la finale di Conference League, uscendo anche qui battuto dal West Ham Utd sempre 2-1. A fine stagione, comunque, a causa della succitata sconfitta ad opera dell'Inter nella finale di coppa nazionale, dell'esclusione della Juventus dalle competizioni UEFA per club e grazie al miglior piazzamento finale in classifica proprio dietro ai bianconeri, la Fiorentina conferma nuovamente la sua partecipazione alla terza coppa europea per prestigio.
Alla sua terza annata sulla panchina della Fiorentina diviene il primo allenatore a portare i viola tre volte consecutivamente in semifinale di Coppa Italia, da cui viene eliminato dall'Atalanta. In questa stagione i gigliati si piazzano di nuovo ottavi in campionato e perdono ancora l'atto conclusivo della Conference League, questa volta contro l'Olympiacos, dopo i tempi supplementari (1-0). Terminata la stagione, lascia la compagine toscana dopo tre stagioni.

#### Bologna
Il 5 giugno 2024 firma con il Bologna un contratto biennale. In questa stagione fa così il suo esordio da allenatore in UEFA Champions League. Nella stessa annata, trascina i felsinei alla vittoria della Coppa Italia in finale contro il Milan, trofeo che al Bologna mancava da cinquantuno anni, che garantisce la qualificazione all’Europa League e che rappresenta il primo successo in carriera da allenatore. La squadra di Italiano termina poi il campionato al nono posto con 62 punti.
Nel maggio del 2025, Italiano rinnova il proprio contratto con il club rossoblu fino al 30 giugno 2027.

## Controversie
In seguito allo scandalo del calcioscommesse, l'8 maggio 2012 viene deferito dalla Procura federale della FIGC con l'accusa di aver tentato di avvantaggiare la propria squadra in occasione della partita Padova-Grosseto del 23 marzo 2010. Italiano si dichiara estraneo alle accuse.
Italiano è accusato da Filippo Carobbio, all'epoca giocatore del Grosseto, di aver tentato di corrompere Marco Turati, altro calciatore del Grosseto, amico ed ex compagno di Italiano nel Verona, per combinare Padova-Grosseto. Il 1º giugno il Procuratore federale Stefano Palazzi richiede per Italiano tre anni di squalifica ed il 18 giugno 2012 Italiano viene squalificato per 3 anni, in primo grado.
La combine è smentita sia da Turati che da Gino Nassuato, medico sociale del Padova, ma la Corte di Giustizia Federale della FIGC ritiene di avere elementi sufficienti per confermare le responsabilità di Italiano e il 6 luglio successivo ne respinge il ricorso. Italiano continua a dichiararsi "vittima di un'inaccettabile ingiustizia".
Il 4 febbraio 2013 il Tribunale nazionale d'Arbitrato per lo sport (TNAS) accoglie parzialmente il ricorso di Italiano, derubricando l'accusa da illecito sportivo a condotta antisportiva e ne riduce la squalifica da 3 anni a 9 mesi (fino al 18 marzo 2013). Contestualmente i due punti di penalizzazione inflitti precedentemente al Padova, vengono commutati in una ammenda da 50.000 euro.
Nell'ottobre 2015 la procura di Padova ha chiesto l'archiviazione del procedimento penale nel quale Italiano veniva accusato di aver truccato la partita Padova-Grosseto del 23 marzo 2010.

## Statistiche

### Presenze e reti nei club
Statistiche aggiornate al termine della carriera da calciatore.
| Stagione        | Squadra          | Campionato      | Campionato | Campionato | Coppe nazionali | Coppe nazionali | Coppe nazionali | Coppe continentali | Coppe continentali | Coppe continentali | Altre coppe | Altre coppe | Altre coppe | Totale | Totale |
| Stagione        | Squadra          | Comp            | Pres       | Reti       | Comp            | Pres            | Reti            | Comp               | Pres               | Reti               | Comp        | Pres        | Reti        | Pres   | Reti   |
| --------------- | ---------------- | --------------- | ---------- | ---------- | --------------- | --------------- | --------------- | ------------------ | ------------------ | ------------------ | ----------- | ----------- | ----------- | ------ | ------ |
| 1993-1994       | Partinico Audace | CND             | 6          | 0          | CI-Dil.         | 0               | 0               | -                  | -                  | -                  | -           | -           | -           | 6      | 0      |
| 1994-1995       | Trapani          | C1              | 3          | 0          | CI-C            | 0               | 0               | -                  | -                  | -                  | -           | -           | -           | 3      | 0      |
| 1995-1996       | Trapani          | C1              | 4          | 0          | CI+CI-C         | 1+0             | 0               | -                  | -                  | -                  | -           | -           | -           | 5      | 0      |
| Totale Trapani  | Totale Trapani   | Totale Trapani  | 7          | 0          |                 | 1               | 0               |                    | -                  | -                  |             | -           | -           | 8      | 0      |
| 1996-1997       | Verona           | A               | 4          | 0          | CI              | 0               | 0               | -                  | -                  | -                  | -           | -           | -           | 4      | 0      |
| 1997-1998       | Verona           | B               | 12         | 1          | CI              | 0               | 0               | -                  | -                  | -                  | -           | -           | -           | 12     | 1      |
| 1998-1999       | Verona           | B               | 30         | 4          | CI              | 2               | 0               | -                  | -                  | -                  | -           | -           | -           | 32     | 4      |
| 1999-2000       | Verona           | A               | 12         | 0          | CI              | 0               | 0               | -                  | -                  | -                  | -           | -           | -           | 12     | 0      |
| 2000-2001       | Verona           | A               | 22+1       | 2+0        | CI              | 2               | 0               | -                  | -                  | -                  | -           | -           | -           | 25     | 2      |
| 2001-2002       | Verona           | A               | 28         | 1          | CI              | 1               | 0               | -                  | -                  | -                  | -           | -           | -           | 29     | 1      |
| 2002-2003       | Verona           | B               | 33         | 6          | CI              | 2               | 0               | -                  | -                  | -                  | -           | -           | -           | 35     | 6      |
| 2003-2004       | Verona           | B               | 38         | 3          | CI              | 0               | 0               | -                  | -                  | -                  | -           | -           | -           | 38     | 3      |
| 2004-gen. 2005  | Verona           | B               | 17         | 4          | CI              | 0               | 0               | -                  | -                  | -                  | -           | -           | -           | 17     | 4      |
| gen.-giu. 2005  | Genoa            | B               | 9          | 0          | CI              | -               | -               | -                  | -                  | -                  | -           | -           | -           | 9      | 0      |
| 2005-2006       | Verona           | B               | 37         | 4          | CI              | 2               | 0               | -                  | -                  | -                  | -           | -           | -           | 39     | 4      |
| 2006-gen. 2007  | Verona           | B               | 15         | 0          | CI              | 2               | 0               | -                  | -                  | -                  | -           | -           | -           | 17     | 0      |
| Totale Verona   | Totale Verona    | Totale Verona   | 248+1      | 25         |                 | 11              | 0               |                    | -                  | -                  |             | -           | -           | 260    | 25     |
| gen.-giu. 2007  | Chievo           | A               | 17         | 0          | CI              | 1               | 0               | -                  | -                  | -                  | -           | -           | -           | 18     | 0      |
| 2007-2008       | Chievo           | B               | 34         | 6          | CI              | 1               | 0               | -                  | -                  | -                  | -           | -           | -           | 35     | 6      |
| 2008-2009       | Chievo           | A               | 21         | 3          | CI              | 1               | 0               | -                  | -                  | -                  | -           | -           | -           | 22     | 3      |
| Totale Chievo   | Totale Chievo    | Totale Chievo   | 72         | 9          |                 | 3               | 0               |                    | -                  | -                  |             | -           | -           | 75     | 9      |
| 2009-2010       | Padova           | B               | 31+2       | 5+0        | CI              | 1               | 0               | -                  | -                  | -                  | -           | -           | -           | 34     | 5      |
| 2010-2011       | Padova           | B               | 27+4       | 2+1        | CI              | 1               | 0               | -                  | -                  | -                  | -           | -           | -           | 32     | 3      |
| 2011-2012       | Padova           | B               | 21         | 2          | CI              | 2               | 1               | -                  | -                  | -                  | -           | -           | -           | 23     | 3      |
| Totale Padova   | Totale Padova    | Totale Padova   | 79+6       | 10         |                 | 4               | 1               |                    | -                  | -                  |             | -           | -           | 89     | 11     |
| 2012-2013       | Perugia          | 1D              | 2+1        | 0          | CI+CI-LP        | -               | -               | -                  | -                  | -                  | -           | -           | -           | 3      | 0      |
| 2013-2014       | Lumezzane        | 1D              | 11         | 0          | CI+CI-LP        | -               | -               | -                  | -                  | -                  | -           | -           | -           | 11     | 0      |
| Totale carriera | Totale carriera  | Totale carriera | 442        | 44         |                 | 19              | 1               |                    | -                  | -                  |             | -           | -           | 461    | 45     |

### Statistiche da allenatore
Statistiche aggiornate al 24 maggio 2025. In grassetto le competizioni vinte.
| Stagione          | Squadra              | Campionato        | Campionato | Campionato | Campionato | Campionato | Coppe nazionali | Coppe nazionali | Coppe nazionali | Coppe nazionali | Coppe nazionali | Coppe continentali | Coppe continentali | Coppe continentali | Coppe continentali | Coppe continentali | Altre coppe | Altre coppe | Altre coppe | Altre coppe | Altre coppe | Totale | Totale | Totale | Totale | % Vittorie | Piazzamento              |
| Stagione          | Squadra              | Comp              | G          | V          | N          | P          | Comp            | G               | V               | N               | P               | Comp               | G                  | V                  | N                  | P                  | Comp        | G           | V           | N           | P           | G      | V      | N      | P      | %          | Piazzamento              |
| ----------------- | -------------------- | ----------------- | ---------- | ---------- | ---------- | ---------- | --------------- | --------------- | --------------- | --------------- | --------------- | ------------------ | ------------------ | ------------------ | ------------------ | ------------------ | ----------- | ----------- | ----------- | ----------- | ----------- | ------ | ------ | ------ | ------ | ---------- | ------------------------ |
| 2016-2017         | Vigontina San Paolo  | D                 | 26         | 4          | 11         | 11         | CI-D            | 2               | 0               | 1               | 1               | -                  | -                  | -                  | -                  | -                  | -           | -           | -           | -           | -           | 28     | 4      | 12     | 12     | 14,29      | Dimis., Sub. 17º (retr.) |
| 2017-2018         | Arzignano Valchiampo | D                 | 34+2       | 19+2       | 10+0       | 5+0        | CI-D            | 2               | 0               | 2               | 0               | -                  | -                  | -                  | -                  | -                  | -           | -           | -           | -           | -           | 38     | 21     | 12     | 5      | 55,26      | 3º                       |
| 2018-2019         | Trapani              | C                 | 36+4       | 22+1       | 8+3        | 6+0        | CI+CI-C         | 2+5             | 1+3             | 0+0             | 1+2             | -                  | -                  | -                  | -                  | -                  | -           | -           | -           | -           | -           | 47     | 27     | 11     | 9      | 57,45      | 2º (prom.)               |
| 2019-2020         | Spezia               | B                 | 38+4       | 17+2       | 10+0       | 11+2       | CI              | 2               | 1               | 0               | 1               | -                  | -                  | -                  | -                  | -                  | -           | -           | -           | -           | -           | 44     | 20     | 10     | 14     | 45,45      | 3º (prom.)               |
| 2020-2021         | Spezia               | A                 | 38         | 9          | 12         | 17         | CI              | 4               | 3               | 0               | 1               | -                  | -                  | -                  | -                  | -                  | -           | -           | -           | -           | -           | 42     | 12     | 12     | 18     | 28,57      | 15º                      |
| Totale Spezia     | Totale Spezia        | Totale Spezia     | 80         | 28         | 22         | 30         |                 | 6               | 4               | 0               | 2               |                    | -                  | -                  | -                  | -                  |             | -           | -           | -           | -           | 86     | 32     | 22     | 32     | 37,21      |                          |
| 2021-2022         | Fiorentina           | A                 | 38         | 19         | 5          | 14         | CI              | 6               | 4               | 0               | 2               | -                  | -                  | -                  | -                  | -                  | -           | -           | -           | -           | -           | 44     | 23     | 5      | 16     | 52,27      | 7º                       |
| 2022-2023         | Fiorentina           | A                 | 38         | 15         | 11         | 12         | CI              | 5               | 3               | 1               | 1               | UECL               | 17                 | 11                 | 2                  | 4                  | -           | -           | -           | -           | -           | 60     | 29     | 14     | 17     | 48,33      | 8º                       |
| 2023-2024         | Fiorentina           | A                 | 38         | 17         | 9          | 12         | CI              | 4               | 1               | 2               | 1               | UECL               | 15                 | 7                  | 6                  | 2                  | SI          | 1           | 0           | 0           | 1           | 58     | 25     | 17     | 16     | 43,10      | 8º                       |
| Totale Fiorentina | Totale Fiorentina    | Totale Fiorentina | 114        | 51         | 25         | 38         |                 | 15              | 8               | 3               | 4               |                    | 32                 | 18                 | 8                  | 6                  |             | 1           | 0           | 0           | 1           | 162    | 77     | 36     | 49     | 47,53      |                          |
| 2024-2025         | Bologna              | A                 | 38         | 16         | 14         | 8          | CI              | 5               | 5               | 0               | 0               | UCL                | 8                  | 1                  | 3                  | 4                  | -           | -           | -           | -           | -           | 51     | 22     | 17     | 12     | 43,14      | 9º                       |
| 2025-2026         | Bologna              | A                 | 0          | 0          | 0          | 0          | CI              | 0               | 0               | 0               | 0               | UEL                | 0                  | 0                  | 0                  | 0                  | SI          | 0           | 0           | 0           | 0           | 0      | 0      | 0      | 0      | —          | in corso                 |
| Totale Bologna    | Totale Bologna       | Totale Bologna    | 38         | 16         | 14         | 8          |                 | 5               | 5               | 0               | 0               |                    | 8                  | 1                  | 3                  | 4                  |             | 0           | 0           | 0           | 0           | 51     | 22     | 17     | 12     | 43,14      |                          |
| Totale carriera   | Totale carriera      | Totale carriera   | 334        | 143        | 93         | 98         |                 | 37              | 21              | 6               | 10              |                    | 40                 | 19                 | 11                 | 10                 |             | 1           | 0           | 0           | 1           | 412    | 183    | 110    | 119    | 44,42      |                          |

## Palmarès

### Giocatore

#### Club

##### Competizioni nazionali
- Campionato italiano di Serie B: 2

Hellas Verona: 1998-1999
Chievo Verona: 2007-2008

### Allenatore

#### Club

##### Competizioni nazionali
- Coppa Italia: 1

Bologna: 2024-2025